# James Howell
James Howell (Abernant, c. 1594 – Londra, 1666) è stato uno scrittore e lessicografo britannico.

## Biografia
Figlio di un religioso gallese, seguì i corsi scolastici a Hereford. A 19 anni si iscrisse all'Università di Oxford, dove nel 1613 ottenne un B.A. al Jesus College. Dopo la laurea ebbe svariati impieghi, tra cui amministratore di un'azienda vetraria di Londra e segretario di famiglie nobili. Viaggiò molto in Europa ed imparò diverse lingue, apparentemente con grande facilità. Conobbe e diventò amico di molti letterati, tra cui Ben Jonson e Kenelm Digby. 
Poco prima della guerra civile inglese diventò segretario del Privy Council, posizione a cui aspirava da molto tempo, ma a causa del conflitto non poté esercitare le sue funzioni. In quel periodo scrisse il suo primo libro, Dodona's Grove, una storia allegorica e satirica dell'Inghilterra e dell'Europa sulla base di varie tipologie di alberi. 
Nel 1643 subì una condanna per insolvenza e venne incarcerato nella Fleet Prison di Londra. Si ritiene probabile che le critiche politiche contenute nel libro Dodona's Grove abbiano contribuito alla sua condanna. Uscito dal carcere nel 1651, pubblicò A French-English Dictionary, un'edizione riveduta e ampliata del French and English Dictionary di Randle Cotgrave e Robert Sherwood (1632).
Nel 1660 pubblicò il Lexicon Tetraglotton, un dizionario in quattro lingue (inglese, francese, spagnolo e italiano). Il suo libro Proverbs, stampato a parte, era poi rilegato e venduto assieme al Lexicon.
Scrisse una grammatica della lingua inglese, A New English Grammar, con un'appendice di note di viaggio in Spagna e Portogallo, scritte "for the service of Her Majesty". Diversi storici ritengono che sia stata scritta ad uso di studenti stranieri, e come tale di essere stata la prima di questo genere per l'inglese. 
I Proverbs di Howell contengono il famoso detto All work and no play, makes Jack a dull boy.

## Principali opere
- Dodona's Grove, or the Vocall Forest, 1640
- Familiar Letters or Epistolae Ho-Elianae, 1645–50
- Instructions for Forraine Travell, 1642
- Louis XIII, 1646
- A Perfect Description of the Country of Scotland, 1649
- The Vision, or, A Dialog between the Soul and the Bodie: fancied in a morning-dream, 1651
- Londonopolis: An Historical Discourse or Perlustration of the City of London, 1657
- Lexicon Tetraglotton, 1960[2]
- Paramoigraphy (Proverbs), 1659
- Preheminence and Pedigree of Parliament, 1677
- Translation: Beginning, Continuance and Decay of Estates (from French)
- Discourse of Dunkirk, 1664
- St. Paul's Late Progress
- A Survay of the Signorie of Venice
- The German diet on the Balance of Europe, 1653
- A New English Grammar
- History of the late revolution in the Kingdom of Naples
- Perambulation of Spain and Portugal
- The last will and testament of the late renowned Cardinal Mazarini (Translation), 1660